# Tour Gallileo

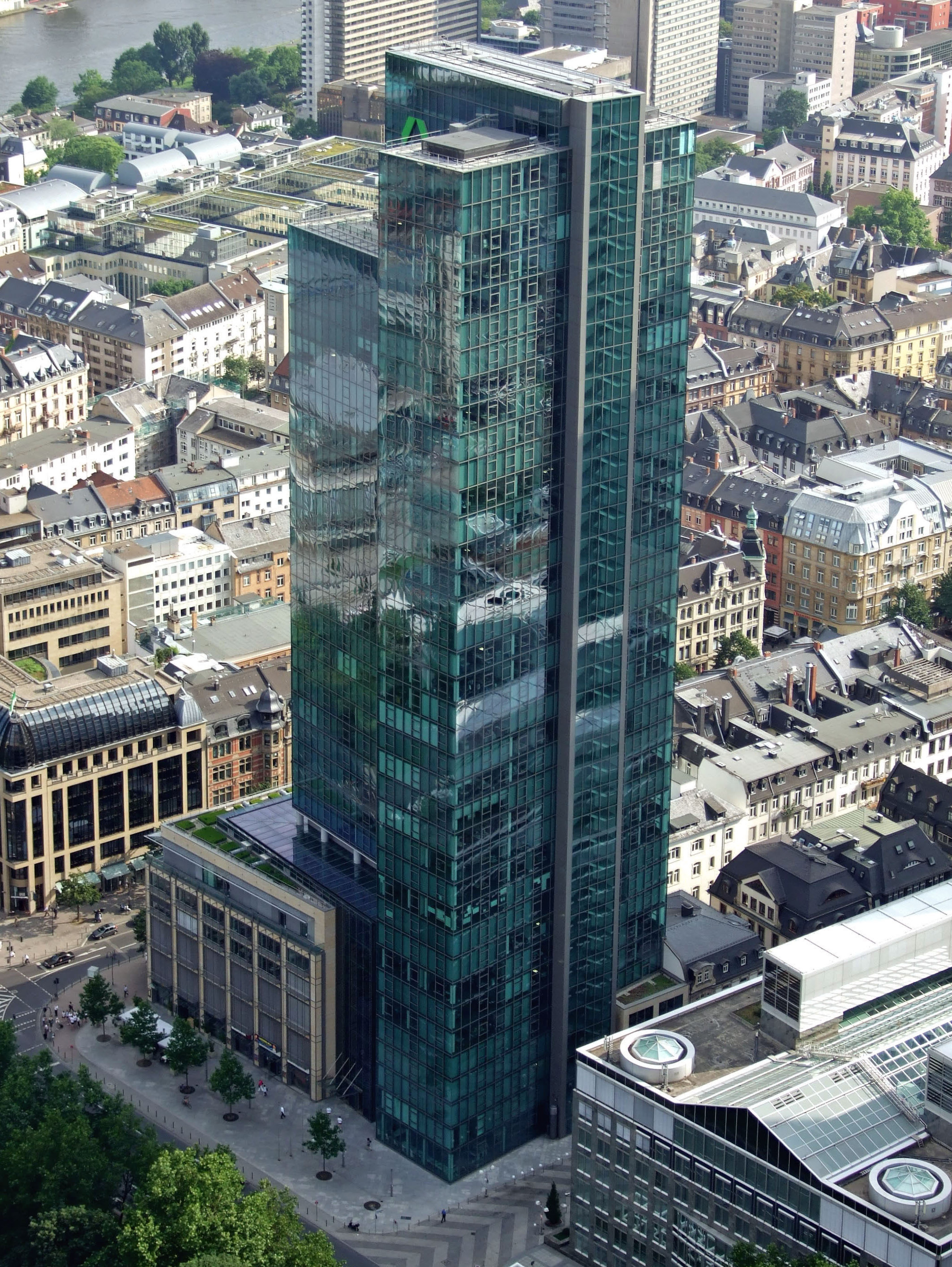
Tour Gallileo

La Tour Gallileo est un gratte-ciel de la ville de Francfort-sur-le-Main, en Allemagne. Elle se trouve dans le quartier de la gare, au Gallusanlage 7. 
La tour a été conçue par les architectes de la Novotny Mähner Assoziierte et a été construite entre 2000 et 2003. Le bâtiment est haut de 136 m et comporte 38 étages. Il contient 30 000 m² de bureaux dont 1 500 bureaux individuels. La Tour Gallileo représente une partie du siège de la Dresdner Bank.